# Diriamba
Diriamba é um município de Carazo, Nicarágua, com uma população de 57.542 (2005). Ele está localizado a 41 km a oeste de Manágua, capital da Nicarágua.